# Brasil e as Nações Unidas
O Brasil é membro fundador da Organização das Nações Unidas e participa em todas as suas agências especializadas. O Brasil está entre os vinte maiores contribuintes das Nações Unidas em operações de paz. e possui uma importante participação em esforços de manutenção da paz no Oriente Médio, ex-Congo Belga, Chipre, Angola, Moçambique e mais recentemente Timor-Leste e Haiti. Entre 2010 e 2011, o Brasil cumpriu o mandato de um assento não permanente no Conselho de Segurança da ONU por dois anos. Junto com o Japão, e foi eleito em 2021 para fazer parte desse mesmo cargo, entre os anos de 2022 e 2023, o Brasil foi o membro eleito mais vezes para o Conselho do que qualquer outro Estado da ONU.

## Atividades

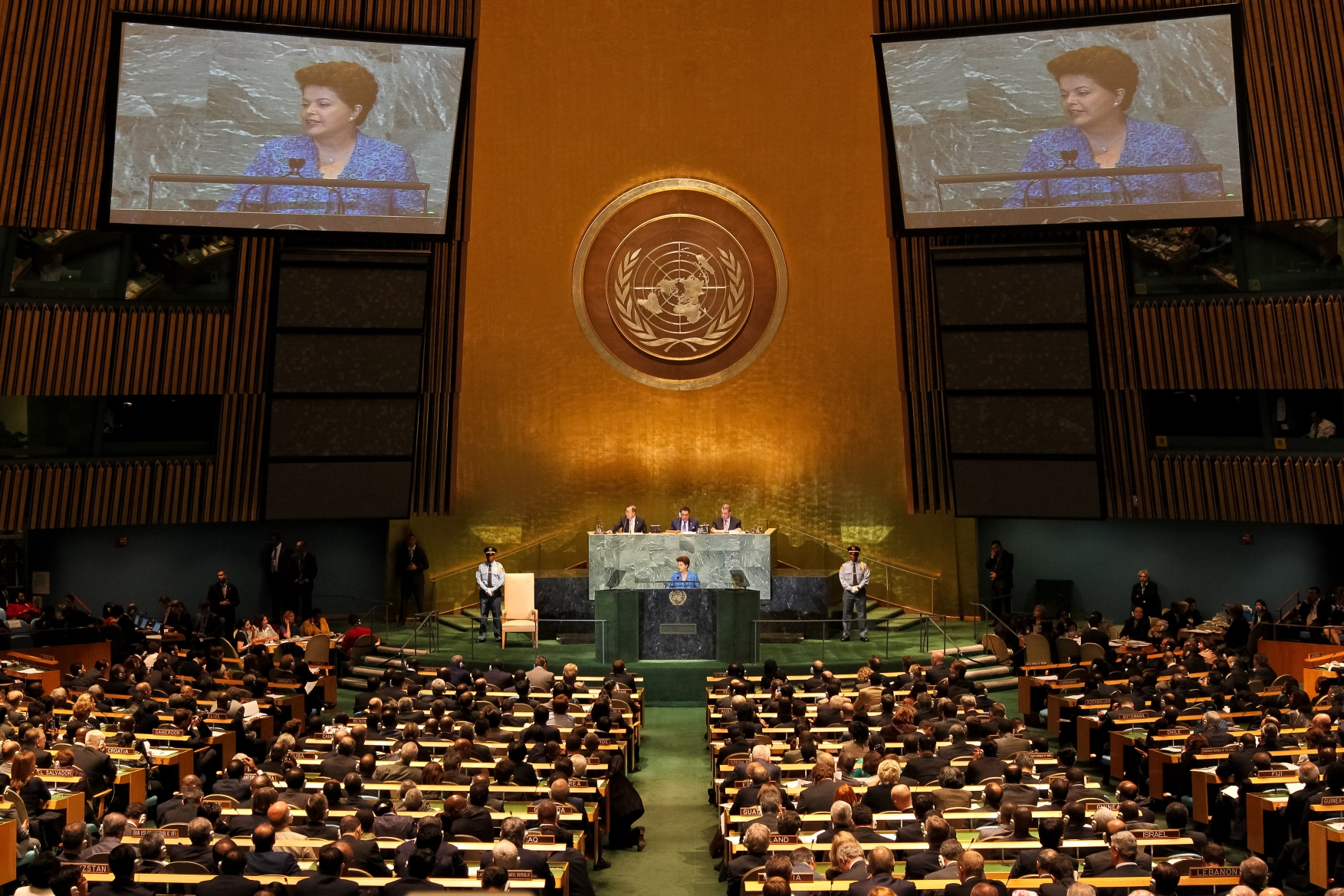
A presidente Dilma Rousseff apresentando seu discurso de abertura na 66ª Assembleia Geral em 21 de setembro de 2011.

### Assembleia Geral
O Brasil tem tradicionalmente desempenhado um papel relevante na Assembleia Geral das Nações Unidas.
Historicamente, o Brasil sempre faz o primeiro discurso nas Assembleias. A ordem tradicional dos discursos – Brasil primeiro, Estados Unidos em segundo, e depois os demais países, de acordo com um sistema que leva em conta, entre outros critérios, o nível de representação (se é o chefe de Estado quem vai falar, ou um ministro, ou um embaixador) só começou, de fato, em 1955, na Décima Assembleia. Antes disso, México, Estados Unidos, Canadá, Cuba e Filipinas também já haviam feito a abertura.
Fato é que esse "privilégio" dado ao Brasil não é uma regra escrita. Nenhum texto ou norma da ONU determina que os brasileiros sempre façam o discurso inaugural da assembleia. É por isso que, depois do estabelecimento da tradição da ordem dos discursos, a partir de 1955, o Brasil não falou primeiro somente em duas oportunidades: nos anos de 1983 e 1984, o então presidente dos Estados Unidos, Ronald Reagan, discursou antes do representante do Brasil, o então ministro das Relações Exteriores do governo João Figueiredo, Ramiro Saraiva Guerreiro.
Mas, por que este privilégio foi dado ao Brasil? A página oficial da ONU sobre o protocolo da Assembleia Geral diz apenas que “certas tradições emergiram ao longo do tempo”, incluindo a ordem dos dois primeiros países a falar, Brasil e Estados Unidos. A explicação usual é que os EUA falam em segundo lugar por serem o anfitrião da Assembleia, e o Brasil, em primeiro, em reconhecimento ao papel desempenhado pelo brasileiro Oswaldo Aranha (1894-1960) nos primórdios da Organização das Nações Unidas. Ele presidiu a Primeira Assembleia Geral Especial das Nações Unidas, realizada em 1947, e a Segunda Assembleia Geral Ordinária, no mesmo ano. Essas duas reuniões tiveram o papel histórico de determinar – por meio da resolução 181 da Assembleia Geral – a partição da Palestina entre árabes e judeus, abrindo caminho para a criação do Estado de Israel.
Em 2012, porém, o colunista do New York Times, Michael Pollack ofereceu uma interpretação alternativa para a ordem dos discursos. Segundo ele “o astro principal geralmente tem um show de abertura. A Assembleia Geral é um lugar lotado, com delegados de 193 Estados-membros ainda chegando e procurando seus lugares durante os pronunciamentos iniciais. O discurso do Brasil oferece um modo diplomático de todo mundo se ajeitar para o que costuma ser a atração principal: o presidente dos Estados Unidos”.
Os discursos de abertura proferidos pelos representantes brasileiros costumam apresentar uma avaliação da situação internacional como pano de fundo para expressar o ponto de vista brasileiro sobre as principais questões.
Em 21 de setembro de 2011, a presidente Dilma Rousseff se tornou a primeira mulher a abrir um Debate Geral desde a fundação das Nações Unidas.

### Conselho de Segurança
O Brasil foi eleito onze vezes para o Conselho de Segurança das Nações Unidas, e atualmente está empatado com o Japão como o país que tem servido o maior número de anos como membro eleito.
Lista dos anos de mandato como membro eleito para o Conselho de Segurança:
| - 1946-1947 - 1951-1952 - 1954-1955 | - 1963-1964 - 1967-1968 - 1988-1989 | - 1993-1994 - 1998-1999 - 2004-2005 | - 2010-2011 - 2022-2023 |

O Brasil está ativamente engajado na reforma do Conselho de Segurança das Nações Unidas e procura angariar apoio para um assento permanente com poder de veto. Formou uma aliança chamada G4 com Alemanha, Índia e Japão com a finalidade de apoiar cada um para assentos permanentes. A proposta prevê uma expansão do Conselho de Segurança, entre categorias permanentes e não-permanentes. A iniciativa tem sido apoiada por uma ampla coalizão de Estados-membros de todos os grupos regionais das Nações Unidas.
Os Estados Unidos enviaram fortes indícios para o Brasil que estava disposto a apoiar os membros, embora sem poder de veto. Em junho de 2011, o Council on Foreign Relations recomendou que o governo dos EUA aprovasse totalmente a inclusão do Brasil como membro permanente do Conselho de Segurança. O Brasil também recebeu o apoio de outros membros permanentes como Rússia, Reino Unido, França e China além da Comunidade dos Países de Língua Portuguesa (CPLP), Chile, Indonésia, Finlândia, Eslovênia, Austrália, África do Sul, Guatemala, Vietnã, Filipinas, entre outros.

### Manutenção da paz

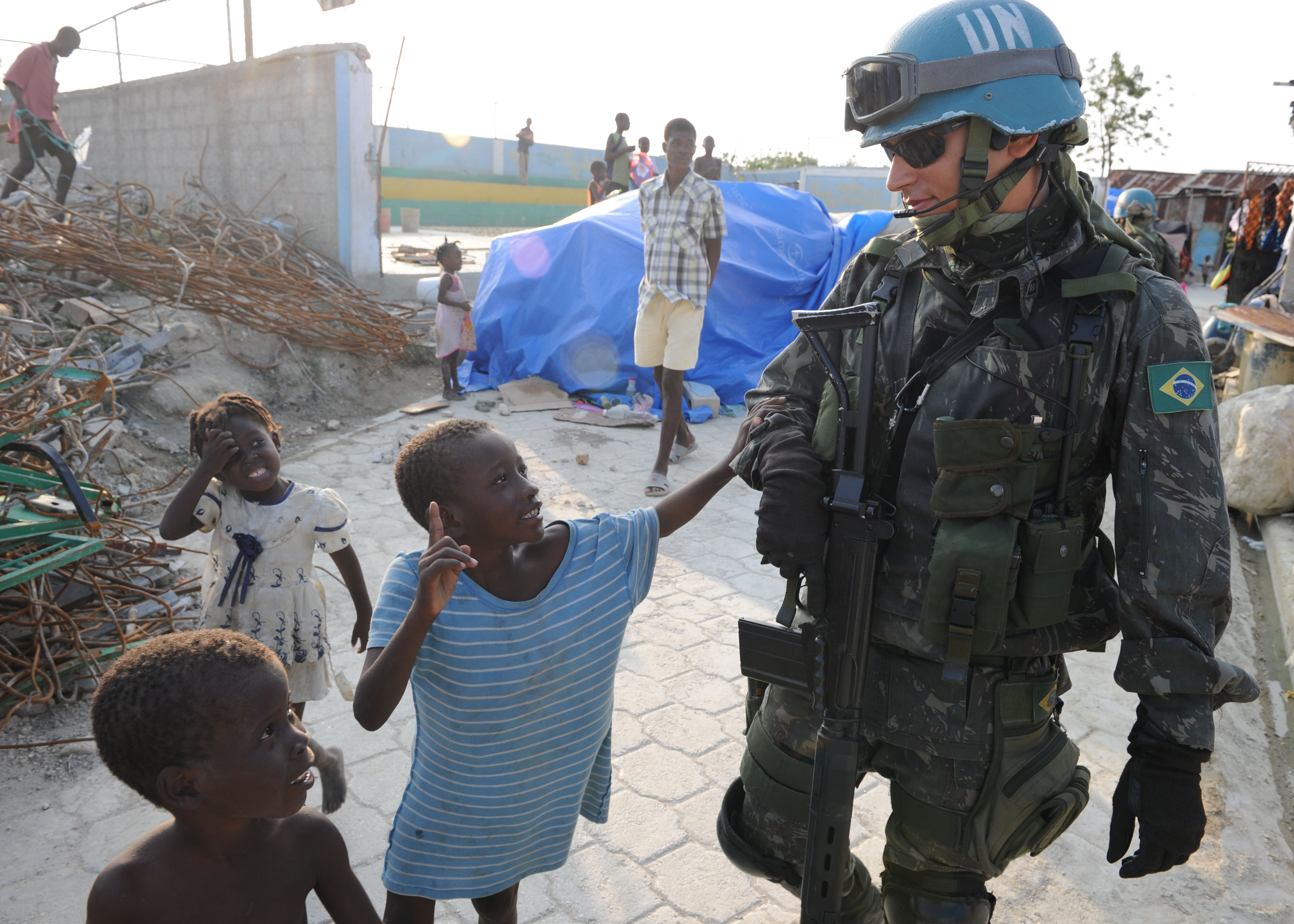
Um soldado brasileiro da ONU no Haiti.

Como membro fundador das Nações Unidas, o Brasil possui uma longa tradição de contribuir para as operações de paz. O Brasil participou de 33 operações das Nações Unidas e contribuiu com mais de 27.000 tropas. Atualmente, o Brasil contribui com mais de 2.200 tropas, observadores militares e políciais em três continentes.
O Brasil liderou o componente militar da MINUSTAH desde a sua criação em 2004. O comandante da força é o General de Exército Luiz Eduardo Ramos Pereira do Exército Brasileiro. O Brasil possui o maior contingente da MINUSTAH, com 2,200 militares ativos.
O Brasil também lidera a UNIFIL. Desde fevereiro de 2011, a UNIFIL está sob o comando do Contra-Almirante Luiz Henrique Caroli da Marinha do Brasil. A fragata classe Niterói, União, é o navio líder da frota que inclui vasos de outros países.

### Contribuição financeira
O Brasil é o décimo maior contribuinte para o orçamento regular das Nações Unidas, com uma contribuição líquida de 38 milhões de dólares, pelos dados de 2012.
Em janeiro de 2024, o Brasil anunciou ter pagado todas as suas dívidas com a organização, incluindo sua contribuição rotineira ao orçamento, compromissos com bancos multilaterais e passivos antigos de missões de paz, entre outros, num montante total de 4,6 bilhões de reais. Com isso, o país voltou a ter direito de voto em diversos órgãos do sistema ONU, como a Agência Internacional de Energia Atômica (AIEA) e o Tribunal Penal Internacional (TPI).

## Representações

### Representações do Brasil
- Nova Iorque — o Brasil mantém uma missão permanente junto das Nações Unidas em Nova Iorque, que é chefiada, desde 2023, pelo embaixador Sérgio França Danese. A missão é responsável pela participação do Brasil em todos os eventos das Nações Unidas que interessam ao país como Assembleia Geral, Conselho de Segurança, e outras agências da ONU com sede em Nova Iorque.[33]
- Genebra — o país mantém uma missão permanente para o Escritório das Nações Unidas, chefiado pelo Embaixador Tovar da Silva Nunes.[34] A delegação é responsável por representar o Brasil nas agências com sede em Genebra.
- Roma — o Brasil mantém uma delegação para a Organização das Nações Unidas para Agricultura e Alimentação (FAO), chefiada pela Embaixadora Carla Barroso Carneiro.[35]
- Paris — na UNESCO com sede em Paris, a Delegação Permanente do Brasil é  chefiada pela Embaixadora Paula Alves de Souza. O Brasil se uniu a UNESCO em 1946, e tem sido um membro da Comissão Executiva por várias vezes.

### Representações das Nações Unidas

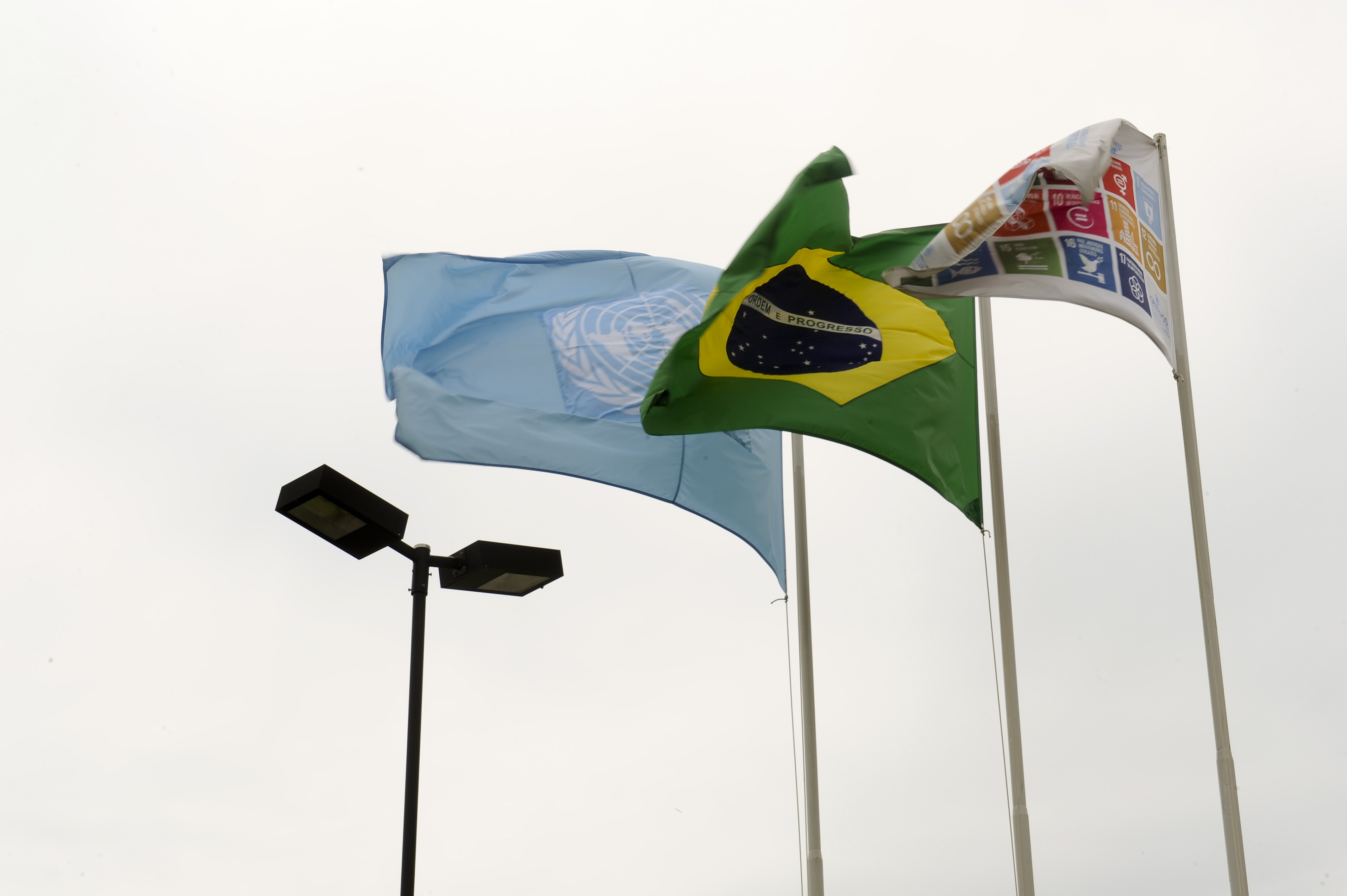
Bandeiras hasteadas na Casa das Nações Unidas em Brasília

Salvador abriga a Casa da ONU, um escritório compartilhado por cinco organizações do Sistema ONU no Elevador Lacerda. Primeiro no Brasil do tipo, o escritório foi inaugurado em 26 de novembro de 2010 e congrega a Organização Internacional do Trabalho (OIT), o Fundo das Nações Unidas para a Infância (Unicef), o Fundo de População das Nações Unidas (FPNU), o Fundo Internacional de Desenvolvimento Agrícola (FIDA) e o Programa das Nações Unidas para o Desenvolvimento (PNUD), este último é o coordenador da atuação das agências do sistema no país.